# 密勒定理
密勒定理指的是建立等效电路的过程中，由两个电压源串联供电的高阻抗元件，可以拆成两个拥有相应阻抗的接地元件。还有一个双密勒定理是关于由两个并联电流源供电的阻抗的。这两个版本是基于两个基尔霍夫电路定律的。
密勒定理不仅是纯粹的数学表达式。这些处理能够解释更改阻抗的重要电路现象（密勒效应、虚地、自举、负阻抗等）并有助于设计和理解各种常见电路（反馈放大器、阻性和时间依赖性转换器、负阻抗转换器等）。定理在“电路分析”特别是分析反馈电路、和某些晶体放大器在高频的响应中很有用。
密勒定理和密勒效应之间有着密切的联系：密勒定理可以认为是密勒效应的推广，而密勒效应是密勒定理的一个特殊情况。

## 密勒定理（对电压）

### 定义
密勒定理规定，在一个线性电路中，如果存在一阻抗为 Z 的分支，连接节点电压分别为 V1 和 V2 的两个节点，可以通过两个连接相应节点和地，阻抗分别为 Z/(1 − K) 和 KZ/(K − 1) （其中 K = V2/V1）的分支来替代这个分支。密勒定理可以通过运用等效二端口网络的方法，将二端口网络替换成它的等效电路，并运用源吸收定理（source absorption theorem）来证明。密勒定理的这个版本是基于基尔霍夫电压定律的；因而，它的名字也叫密勒电压定理。

### 说明
密勒定理意味着阻抗元件是由两个任意（不一定相关）的通过大地串联的电压源供电的。在实践中，他们其中一个作为主（独立）电压源，电压为 V1；另一个作为附加（线性独立）电压源，电压为{\displaystyle V_{2}=K{V_{1}}}。下面将通过比较接上和不接附加电压源时的情况来揭示密勒定理的想法（改变从输入和输出源两侧看上去的电路阻抗）。
如果 V2 是零（没有第二个电压源或者阻抗为 Z 的元件右端直接接地），根据欧姆定律仅仅用到 V1 可以确定流入元件的输入电流
{\displaystyle I_{in0}={\frac {V_{1}}{Z}}}
而电路的输入阻抗就是
{\displaystyle Z_{in0}={\frac {V_{1}}{I_{in0}}}=Z.}
随着第二个电压源的加入，输入电流取决于这两个电压。根据它的极性， 决定从 V1 中增加或减少 V2；于是输入电流减小/增加为
{\displaystyle I_{in}={\frac {V_{1}-V_{2}}{Z}}={\frac {(1-K)}{Z}}{V_{1}}={(1-K)}{I_{in0}}}
从输入源这一侧看到的电路的输入阻抗也会随之增加/减少为
{\displaystyle Z_{in}={\frac {V_{1}}{I_{in}}}={\frac {Z}{1-K}}.}
所以，密勒定理阐明了电压为{\displaystyle V_{2}=K{V_{1}}}的第二电压源与输入电压源串联会改变有效的电压、电流和从输入电压源一侧看过去的电路阻抗的事实。根据极性决定 V 2 作为辅助电压源协助或者阻止的主电压源来传递电流通过阻抗。